# Смит против Мэриленда
Смит против Мэриленда — решение по делу, рассмотренному Верховным судом США в 1979 году, по которому суд постановил, что доступ полиции и других государственных органов к служебной информации операторов телефонной связи, а конкретно — к реестрам звонков (логам), может осуществляться без соответствующего ордера, поскольку не является нарушением конституционных прав и свобод граждан. Информация о вызовах с того или иного телефонного номера не принадлежит лицу, которое эти вызовы делало, и не является конфиденциальными данными. Решение суда является артикулированной Доктриной третьей стороны, по которой государственные следователи могут получать доступ к личным данным опосредованно, без участия и согласия интересующей их персоны, а от третьих сторон — в обсуждаемом случае операторов телефонной связи — более широко от любых других предприятий или структур, которым эта персона свои личные данные доверила.

## Фабула
Полиция идентифицировала и задержала предполагаемого телефонного сталкера, получив у местной телефонной компании данные о звонках с телефона подозреваемого. Информация о звонках была получена полицейскими без ордера.

## Значение
Эдвард Сноуден особо акцентирует внимание на данном прецеденте, как законодательной базе глобального наблюдения АНБ, ЦРУ и других структур разведсообщества. Вместе с решением по делу Соединённые Штаты против Кноттса, муниципальные и государственные структуры США имеют доступ не только к истории вызовов с того или иного устройства связи, но и к истории местонахождения этого устройства.